# Temna snov
Tèmna snóv je domnevna vrsta snovi, ki je ni moč zaznati po njenem oddanem sevanju. O njenem obstoju se sklepa na podlagi njenih gravitacijskih vplivov na vidno snov, kot so zvezde in galaksije, sevanje in celotno zgradbo Vesolja. Ocene količine snovi v Vesolju s pomočjo gravitacijskih vplivov dosledno kažejo na to, da je te nevidne snovi veliko več od neposredno vidne. Poleg tega obstoj temne snovi razrešuje več neskladnosti v teoriji prapoka in tvorbe velikih struktur v Vesolju.
Verjetno je v Vesolju večina snovi v tej obliki. Določevanje narave temne snovi je znano tudi kot problem temne snovi oziroma kot problem manjkajoče mase. Ker temne snovi neposredno niso zaznali, predstavlja enega najpomembnejših odprtih problemov v sodobni astrofiziki.

## Odkritje temne snovi
Jan Hendrik Oort je leta 1932 prvi podal dokaz in povzel obstoj temne snovi. Raziskoval je gibanje zvezd v krajevni galaktični okolici in odkril, da mora biti mase v galaktični ravnini, več kot pa se je lahko vidi. Kasneje so njegovo merjenje določili za bistveno napačno. Fritz Zwicky je leta 1933 med raziskovanjem jat galaksij prišel do podobnega sklepa. Na podlagi števila galaksij in njihovega sija je ocenil količino mase v jati galaksij v Berenikinih kodrih. Z drugim postopkom, kjer je izmeril gibanje galaksij na obrobju jate in uporabil virialni izrek, je pokazal, da v jati obstaja približno 400-krat več snovi, kot je je bilo vidne. Gravitacija vidnih galaksij v jati bi bila mnogo prešibka za tako hitre tirnice, zato je bil potreben dodaten prispevek. To je znano kot problem manjkajoče mase. Na podlagi teh zaključkov je predlagal, da mora obstajati neka nevidna oblika snovi, ki je še nismo zaznali in ki bi zagotovila dovolj mase, da bi jato držala skupaj. Njegove ocene se razlikujejo za več kot magnitudo. Če bi se za toliko zmotil v drugo smer, bi moral pojasniti nasprotno - zakaj obstaja več vidne snovi, kot pa je je pričakovati na osnovi meritev težnosti, tako da bi njegova opazovanja nakazovala kot vzrok temno energijo in ne temne snovi.
Tako se je začelo iskanje tega vira dodatne gravitacije. Danes ocenjujejo, da je gostota vesolja brez temne snovi približno en vodikov atom na kubični meter praznega prostora. To pomeni, da je le 12 % vse snovi opazljive. Dodatnih 15 % prispevajo fotoni kozmičnega prasevanja, še 10 % mase pa je v obliki nevtrinov. Temna snov tako predstavlja 63 % vse mase v Vesolju.
V splošnem naj bi obstajali dve vrsti temne snovi: 
- barionska (vsa »običajna snov« v obliki protonov in nevtronov) temna snov, ki pa se nahaja v takšni obliki, da je ne moremo enostavno zaznati, ker oddaja premalo sevanja. Primer barionske temne snovi so objekti MACHO (masivni kompaktni objekti v halojih galaksij).
- nebarionska temna snov, ki jo tvorijo domnevni podatomski delci, kot so aksioni, delci WIMP (šibko interagirajoči masivni delci), simpsi, nevtrini, zrcalna snov.

## Podrobne razlage
- barionska temna snov
- hladna temna snov
- vroča temna snov